# شولگرا
شولگرا یک منطقه مسکونی در افغانستان است که در ولسوالی شولگره ولایت بلخ واقع شده است. بیشتر مردم اوزبیک ها هستند  و پشتون‌ها و عرب‌ها، تاجیک‌ها و هزاره‌ها دیگر اقوام جمعیت آن را تشکیل می‌دهند.